# Caraphia
Caraphia is een geslacht van kevers uit de familie van de boktorren (Cerambycidae). De wetenschappelijke naam van het geslacht werd voor het eerst geldig gepubliceerd in 1906 door Charles Joseph Gahan.

## Soorten
- Caraphia borneana Vives, 2005
- Caraphia cribrata Gahan, 1906
- Caraphia depressa Holzschuh, 2003
- Caraphia ebenina Holzschuh, 1989
- Caraphia granulifera Holzschuh, 1984
- Caraphia laosica Gressitt & Rondon, 1970
- Caraphia laticeps (Pic, 1922)
- Caraphia lepturoides (Matsushita, 1933)
- Caraphia minor Gahan, 1906
- Caraphia seriata (Chemsak & Linsley, 1984)
- Caraphia squamosa (Chemsak & Linsley, 1984)
- Caraphia taiwana Chou & N. Ohbayashi, 2008
- Caraphia thailandica Hayashi & Villiers, 1987

## Synoniemen
- Noctileptura Chemsak & Linsley, 1984 (type: Noctileptura squamosa)